# Folha do Sul
A Folha do Sul surgiu como jornal impresso em novembro de 2009. Com sede em Bagé, Rio Grande do Sul, Brasil, o periódico pertence à Editora Jornalistica Folha do Sul Gaúcho.

## História
O jornal foi fundado em 2009, de circulação diária em Bagé, Aceguá, Candiota, Hulha Negra, Pinheiro Machado, Lavras do Sul e Dom Pedrito.
Em uma edição composta de final de semana, nos dias 28 e 29 de novembro de 2009 o jornal Folha do Sul, circulava pela primeira vez na cidade de Bagé - RS. O seu primeiro diretor foi Arlindo Thomaz e os primeiros editores foram os jornalistas Fernando Santos e Angelina Quintana. Com o passar dos anos a equipe foi transformada, e o jornal continuou a crescer na região da campanha, sendo um dos importantes periódicos de Bagé e da região sul do estado do Rio Grande do Sul.